# Honey (Park Jin-young)
Honey è un singolo del cantautore sudcoreano J.Y. Park, pubblicato nel 1998. La canzone è uno dei maggiori successi dell'artista e ha contribuito a consolidare la sua reputazione come uno dei principali produttori e performer della scena musicale sudcoreana di fine anni '90.

## Contesto
Dopo l'esordio con Blue City nel 1994, J.Y. Park (anche noto come "The Asiansoul") raggiunse la fama nazionale grazie a brani che combinavano elementi di k-pop, R&B e funk. Honey, tratto dal suo terzo album in studio Even After 10 Years, rappresenta un punto di svolta nella sua carriera, introducendo un sound più sofisticato e incentrato sul groove. La traccia fu accolta calorosamente dal pubblico e dominò le classifiche sudcoreane per diverse settimane.

## Stile e composizione
Honey mescola influenze R&B con ritmi funk e un testo che esplora temi romantici e seducenti. Il brano si distingue per una produzione ricca e dettagliata, caratterizzata dall'uso di sintetizzatori, bassi profondi e linee vocali armonizzate. J.Y. Park, che ha scritto e prodotto personalmente la canzone, ha spiegato che il testo riflette un'esplorazione della vulnerabilità e della passione umana.

## Video musicale
Il video musicale di Honey, diretto da J.Y. Park stesso, presenta coreografie dinamiche ispirate ai movimenti della danza urbana degli anni '90. Lo stile visivo, basato su colori vivaci e abiti iconici, ha influenzato molti artisti successivi del panorama k-pop.

## Accoglienza
Il singolo fu un successo commerciale e critico, raggiungendo la vetta di diverse classifiche musicali in Corea del Sud. Honey è considerato uno dei brani più iconici di J.Y. Park, e il suo impatto ha contribuito a definire gli standard del k-pop contemporaneo. Nel 2016, la canzone è stata reinterpretata durante uno speciale televisivo dedicato alla carriera di Park.

## Eredità
Honey rimane una delle canzoni simbolo della discografia di J.Y. Park ed è spesso inclusa nelle playlist celebrative del k-pop classico. La traccia ha ispirato numerosi artisti della JYP Entertainment, etichetta fondata da Park, a esplorare un mix di generi musicali nei propri lavori.